# Calendari Catalá
Calendari Catalá fue una revista de carácter anual fundada y dirigida por Francesch Pelay Briz, que se editó de 1865 a 1882. 
Disponía por lema Qui llengua té, a Roma va fou escrita pels més coneguts escriptors i poetes catalans, mallorquins i valencians (Quien idioma tiene, en Roma fue escrito por los más conocidos escritores y poetas catalanes, mallorquines y valencianos).
Se la considera una de las revistas más representativas de las inquietudes del movimiento literario de la Renaixença catalana. Sus secciones más conocidas y populares eran el santoral y la crónica literaria del año Buenos recuerdos. El resto eran colaboraciones literarias en verso y en prosa hechas por Jacinto Verdaguer, Tomàs Aguiló, Teodoro Llorente Olivares, Francesc Bartrina y Aixemús, Manuel Milá y Fontanals o Joaquim Rubió y Ors, entre otros.